# Albo d'oro della Giostra del Saracino
L'Albo d'oro della Giostra del Saracino è l'elenco delle vittorie conseguite dai quartieri nella storica manifestazione di Arezzo.
Sono considerate le Giostre dell'età contemporanea, quindi disputate a partire dal 7 agosto 1931, quando si decise di riportare in vita l'antico torneo cavalleresco che ad Arezzo si correva in età medievale e moderna.

## Elenco delle vittorie
| Edizione                                                                                             | Data                               | Quartiere vincitore                | Giostratori                                    | Note |
| --- | ---------------------------------- | ---------------------------------- | ---------------------------------------------- | --- |
| 1 | 7 agosto 1931                      | Porta Burgi (1ª vittoria)          | - Giovan Battista Casucci - Attilio Tanganelli | Giostra disputata da cinque Rioni: Porta Burgi, Porta Crocifera, Porta Fori, Saione e Porta Santo Spirito. Ciascun Rione dispone di due giostratori, che disputano due carriere ordinarie ciascuno. |
| 2 | 7 agosto 1932                      | Porta Santo Spirito (1ª vittoria)  | - Giuseppe Neri - Duilio Gabrielli             | Da questa edizione, la Giostra si disputa con i quattro attuali Quartieri: Saione viene soppresso e inglobato da Porta Santo Spirito, a Porta Burgi tocca il medesimo destino ed è annessa a Porta Crocifera, che muta il nome in Porta Crucifera. A quest'ultima venne sottratta una porzione di territorio, venendo così a creare Porta Sant'Andrea. Infine, Porta Fori muta il nome in Porta del Foro. Ciascun Quartiere, da questa edizione della Giostra, dispone di due giostratori che disputano, salvi eventuali spareggi, una carriera ordinaria ognuno. |
| 3 | 18 settembre 1932                  | Porta Crucifera (1ª vittoria)      | - Tripoli Torrini - Donato Gallorini           | |
| 4 | 6 agosto 1933                      | Porta del Foro (1ª vittoria)       | - Antonio Martini - Giorgio Giorgeschi         | |
| 5 | 24 settembre 1933                  | Porta Sant'Andrea (1ª vittoria)    | - Quinto Moroni - Giuseppe Cangioloni          | |
| 6 | 10 giugno 1934                     | Porta Santo Spirito (2ª vittoria)  | - Giuseppe Neri - Vittorio Marraghini          | |
| 7 | 5 agosto 1934                      | Porta Santo Spirito (3ª vittoria)  | - Giuseppe Neri - Vittorio Marraghini          | Cappotto di Porta Santo Spirito. |
| 8 | 9 giugno 1935                      | Porta Crucifera (2ª vittoria)      | - Donato Gallorini - Tripoli Torrini           | |
| 9 | 7 agosto 1935                      | Porta del Foro (2ª vittoria)       | - Bruno Gori - Antonio Martini                 | |
| 10                                                                                                   | 14 giugno 1936                     | Porta del Foro (3ª vittoria)       | - Bruno Gori - Antonio Martini                 | |
| 11                                                                                                   | 9 agosto 1936                      | Porta Sant'Andrea (2ª vittoria)    | - Alessandro Ghinassi - Ivo Bottacci           | |
| 12                                                                                                   | 13 giugno 1937                     | Porta Crucifera (3ª vittoria)      | - Tripoli Torrini - Arturo Vannozzi            | |
| 13                                                                                                   | 7 agosto 1937                      | Porta Santo Spirito (4ª vittoria)  | - Donato Gallorini - Giuseppe Neri             | Giostra disputata in notturna. |
| 14                                                                                                   | 12 giugno 1938                     | Porta Crucifera (4ª vittoria)      | - Arturo Vannozzi - Azelio Mugnai              | Giostra disputata alla presenza del principe ereditario d'Italia Umberto II di Savoia e della principessa Maria José. |
| 15                                                                                                   | 7 agosto 1938                      | Porta Santo Spirito (5ª vittoria)  | - Donato Gallorini - Giuseppe Neri             | Giostra disputata in notturna. |
| 16                                                                                                   | 3 giugno 1939                      | Porta Crucifera (5ª vittoria)      | - Azelio Mugnai - Arturo Vannozzi              | Edizione straordinaria in occasione della visita ad Arezzo del Segretario del PNF Achille Starace. Giostra disputata in notturna. |
| 17                                                                                                   | 11 giugno 1939                     | Porta Sant'Andrea (3ª vittoria)    | - Alessandro Ghinassi - Ivo Bottacci           | |
| 18                                                                                                   | 9 giugno 1940                      | Porta Santo Spirito (6ª vittoria)  | - Donato Gallorini - Giuseppe Neri             | |
| Dal 1941 al 1947 Giostra non disputata per la seconda guerra mondiale e l'inizio della ricostruzione |                                    |                                    |                                                | |
| 19                                                                                                   | 12 settembre 1948                  | Porta Santo Spirito (7ª vittoria)  | - Giuseppe Neri - Donato Gallorini             | |
| 20                                                                                                   | 7 agosto 1949                      | Porta Crucifera (6ª vittoria)      | - Arturo Vannozzi - Tripoli Torrini            | |
| 21                                                                                                   | 4 settembre 1949                   | Porta Crucifera (7ª vittoria)      | - Arturo Vannozzi - Tripoli Torrini            | Cappotto di Porta Crucifera. |
| 22                                                                                                   | 4 giugno 1950                      | Porta Santo Spirito (8ª vittoria)  | - Donato Gallorini - Giuseppe Neri             | |
| 23                                                                                                   | 2 settembre 1950                   | Porta del Foro (4ª vittoria)       | - Bruno Gori - Antonio Martini                 | Giostra disputata in notturna. |
| 24                                                                                                   | 3 giugno 1951                      | Porta Santo Spirito (9ª vittoria)  | - Giuseppe Neri - Donato Gallorini             | |
| 25                                                                                                   | 2 settembre 1951                   | Porta Crucifera (8ª vittoria)      | - Arturo Vannozzi - Tripoli Torrini            | |
| 26                                                                                                   | 8 giugno 1952                      | Porta Crucifera (9ª vittoria)      | - Arturo Vannozzi - Tripoli Torrini            | |
| 27                                                                                                   | 7 settembre 1952                   | Porta Crucifera (10ª vittoria)     | - Arturo Vannozzi - Tripoli Torrini            | Cappotto di Porta Crucifera. |
| 28                                                                                                   | 6 settembre 1953                   | Porta Crucifera (11ª vittoria)     | - Arturo Vannozzi - Tripoli Torrini            | |
| 29                                                                                                   | 5 settembre 1954                   | Porta Crucifera (12ª vittoria)     | - Arturo Vannozzi - Bruno Gori                 | |
| 30                                                                                                   | 4 settembre 1955                   | Porta del Foro (5ª vittoria)       | - Antonio Chianese - Priamo Ducci              | |
| 31                                                                                                   | 2 settembre 1956                   | Porta Crucifera (13ª vittoria)     | - Arturo Vannozzi - Donato Gallorini           | |
| 32                                                                                                   | 1º settembre 1957                  | Porta Sant'Andrea (4ª vittoria)    | - Ivo Bottacci - Tripoli Torrini               | |
| 33                                                                                                   | 7 settembre 1958                   | Porta Crucifera (14ª vittoria)     | - Marino Gallorini - Arturo Vannozzi           | |
| 34                                                                                                   | 13 settembre 1959                  | Porta Santo Spirito (10ª vittoria) | - Tripoli Torrini - Donato Gallorini           | Giostra in programma il 6 settembre, rinviata al 13 per pioggia. |
| 35                                                                                                   | 28 agosto 1960                     | Porta del Foro (6ª vittoria)       | - Antonio Chianese - Arturo Vannozzi           | Edizione straordinaria dedicata ai Giochi della XVII Olimpiade. |
| 36                                                                                                   | 4 settembre 1960                   | Porta Santo Spirito (11ª vittoria) | - Tripoli Torrini - Donato Gallorini           | |
| 37                                                                                                   | 3 settembre 1961                   | Porta del Foro (7ª vittoria)       | - Giovanni Cordini - Antonio Chianese          | Giostra dedicata al centenario dell'Unità d'Italia. |
| 38                                                                                                   | 2 settembre 1962                   | Porta Santo Spirito (12ª vittoria) | - Tripoli Torrini - Donato Gallorini           | |
| 39                                                                                                   | 1º settembre 1963                  | Porta Sant'Andrea (5ª vittoria)    | - Marino Gallorini - Assuero Favi              | |
| 40                                                                                                   | 13 settembre 1964                  | Porta del Foro (8ª vittoria)       | - Giovanni Cordini - Antonio Chianese          | |
| 41                                                                                                   | 5 settembre 1965                   | Porta Santo Spirito (13ª vittoria) | - Tripoli Torrini - Donato Gallorini           | |
| 42                                                                                                   | 4 settembre 1966                   | Porta Crucifera (15ª vittoria)     | - Fernando Leoni - Marcello Formica            | |
| 43                                                                                                   | 3 settembre 1967                   | Porta Santo Spirito (14ª vittoria) | - Paolo Giusti - Donato Gallorini              | |
| 44                                                                                                   | 1º settembre 1968                  | Porta Sant'Andrea (6ª vittoria)    | - Franco Ricci - Tripoli Torrini               | |
| 45                                                                                                   | 7 settembre 1969                   | Porta Santo Spirito (15ª vittoria) | - Paolo Giusti - Marcello Formica              | |
| 46                                                                                                   | 6 settembre 1970                   | Porta Sant'Andrea (7ª vittoria)    | - Franco Ricci - Vittorio Zama                 | |
| 47                                                                                                   | 5 settembre 1971                   | Porta Santo Spirito (16ª vittoria) | - Paolo Giusti - Marcello Formica              | |
| 48                                                                                                   | 3 settembre 1972                   | Porta Santo Spirito (17ª vittoria) | - Paolo Giusti - Marcello Formica              | |
| 49                                                                                                   | 2 settembre 1973                   | Porta Crucifera (16ª vittoria)     | - Gabriele Tabanelli - Vittorio Zama           | |
| 50                                                                                                   | 1º settembre 1974                  | Porta del Foro (9ª vittoria)       | - Maurizio Gori - Eugenio Vannozzi             | |
| 51                                                                                                   | 7 settembre 1975                   | Porta Sant'Andrea (8ª vittoria)    | - Franco Ricci - Vincenzo Verità               | |
| 52                                                                                                   | 28 agosto 1976                     | Porta Crucifera (17ª vittoria)     | - Mario Capacci - Gabriele Tabanelli           | Giostra disputata in notturna. |
| 53                                                                                                   | 5 settembre 1976                   | Porta Sant'Andrea (9ª vittoria)    | - Vincenzo Verità - Franco Ricci               | |
| 54                                                                                                   | 4 settembre 1977                   | Porta del Foro (10ª vittoria)      | - Eugenio Vannozzi - Maurizio Gori             | |
| 55                                                                                                   | 23 giugno 1978                     | Porta Sant'Andrea (10ª vittoria)   | - Vincenzo Verità - Franco Ricci               | Giostra disputata in notturna. Porta Santo Spirito si ritira per protesta contro la decisione della Magistratura della Giostra di modificare il punteggio ottenuto dal proprio giostratore Carlo Veneri da quattro a uno. |
| 56                                                                                                   | 3 settembre 1978                   | Porta Santo Spirito (18ª vittoria) | - Paolo Giusti - Silvano Gamberi               | |
| 57                                                                                                   | 2 settembre 1979 15 settembre 1979 | Porta Santo Spirito (19ª vittoria) | - Paolo Giusti - Silvano Gamberi               | Giostra interrotta il 2 settembre per oscurità e ripresa il 15. Porta Crucifera e Porta del Foro non prendono parte alle carriere del 15 settembre per protesta. |
| 58                                                                                                   | 30 agosto 1980                     | Porta Crucifera (18ª vittoria)     | - Gabriele Tabanelli - Franco Ricci            | Giostra disputata in notturna. |
| 59                                                                                                   | 7 settembre 1980                   | Porta Crucifera (19ª vittoria)     | - Franco Ricci - Gabriele Tabanelli            | Cappotto di Porta Crucifera. |
| 60                                                                                                   | 6 settembre 1981                   | Porta Santo Spirito (20ª vittoria) | - Paolo Giusti - Silvano Gamberi               | Lancia d'oro dedicata a Francesco Petrarca, Michelangelo Buonarroti e Giorgio Vasari. |
| 61                                                                                                   | 5 settembre 1982                   | Porta del Foro (11ª vittoria)      | - Paolo Parigi - Mario Capacci                 | Lancia d'oro dedicata a San Francesco d'Assisi. |
| 62                                                                                                   | 11 settembre 1982                  | Porta del Foro (12ª vittoria)      | - Paolo Parigi - Mario Capacci                 | Giostra disputata in notturna. Lancia d'oro dedicata a Giuseppe Garibaldi. Cappotto di Porta del Foro. |
| 63                                                                                                   | 4 settembre 1983                   | Porta Sant'Andrea (11ª vittoria)   | - Vincenzo Verità - Massimo Montefiori         | Giostra disputata in notturna. Lancia d'oro dedicata ai Capitani dei Quartieri. |
| 64                                                                                                   | 10 settembre 1983                  | Porta del Foro (13ª vittoria)      | - Paolo Parigi - Mario Capacci                 | Lancia d'oro dedicata alla prima edizione dell'Estate Aretina. |
| 65                                                                                                   | 7 luglio 1984                      | Porta Sant'Andrea (12ª vittoria)   | - Vincenzo Verità - Martino Gianni             | Lancia d'oro dedicata al 40º anniversario della liberazione di Arezzo (16 luglio 1944). |
| 66                                                                                                   | 2 settembre 1984                   | Porta Santo Spirito (21ª vittoria) | - Fabio Albiani - Silvano Gamberi              | Lancia d'oro dedicata alla pace. |
| 67                                                                                                   | 29 settembre 1984                  | Porta Sant'Andrea (13ª vittoria)   | - Vincenzo Verità - Martino Gianni             | Edizione straordinaria in occasione della visita ad Arezzo del Presidente della Repubblica Sandro Pertini. Lancia d'oro dedicata al conferimento della medaglia d'oro al valor militare alla Provincia di Arezzo. |
| 68                                                                                                   | 29 giugno 1985                     | Porta del Foro (14ª vittoria)      | - Paolo Parigi - Mario Capacci                 | Giostra disputata in notturna. Lancia d'oro dedicata agli Etruschi. |
| 69                                                                                                   | 1º settembre 1985                  | Porta del Foro (15ª vittoria)      | - Paolo Parigi - Mario Capacci                 | Lancia d'oro dedicata all'Anno Europeo della Musica. Cappotto di Porta del Foro. |
| 70                                                                                                   | 31 agosto 1986                     | Porta Crucifera (20ª vittoria)     | - Marco Filippetti - Eugenio Vannozzi          | Lancia d'oro dedicata a San Donato, patrono di Arezzo. |
| 71                                                                                                   | 7 settembre 1986                   | Porta Crucifera (21ª vittoria)     | - Marco Filippetti - Eugenio Vannozzi          | Lancia d'oro dedicata ai Quartieri della città. Cappotto di Porta Crucifera. |
| 72                                                                                                   | 30 agosto 1987                     | Porta Sant'Andrea (14ª vittoria)   | - Franco Ricci - Massimo Montefiori            | Lancia d'oro dedicata a San Donato, patrono di Arezzo. |
| 73                                                                                                   | 6 settembre 1987                   | Porta Sant'Andrea (15ª vittoria)   | - Franco Ricci - Massimo Montefiori            | Lancia d'oro dedicata ai Maestri di Campo della Giostra. Cappotto di Porta Sant'Andrea. |
| 74                                                                                                   | 28 agosto 1988                     | Porta Crucifera (22ª vittoria)     | - Marco Filippetti - Eugenio Vannozzi          | Lancia d'oro dedicata a San Donato, patrono di Arezzo. |
| 75                                                                                                   | 4 settembre 1988                   | Porta del Foro (16ª vittoria)      | - Mario Capacci - Paolo Parigi                 | Lancia d'oro dedicata al 600º anniversario della battaglia di Pieve al Toppo (26 giugno 1288). |
| 76                                                                                                   | 27 agosto 1989                     | Porta Crucifera (23ª vittoria)     | - Marco Filippetti - Eugenio Vannozzi          | Lancia d'oro dedicata al 600º anniversario della battaglia di Campaldino (11 giugno 1289). |
| 77                                                                                                   | 3 settembre 1989                   | Porta Sant'Andrea (16ª vittoria)   | - Franco Ricci - Martino Gianni                | Lancia d'oro dedicata a Tommaso Sgricci. |
| 78                                                                                                   | 26 agosto 1990                     | Porta del Foro (17ª vittoria)      | - Paolo Parigi - Mario Capacci                 | Lancia d'oro dedicata a Leone Leoni. |
| 79                                                                                                   | 2 settembre 1990                   | Porta Sant'Andrea (17ª vittoria)   | - Franco Ricci - Martino Gianni                | Lancia d'oro dedicata ad "Arezzo romana", in occasione del 1900º anniversario della promulgazione della Lex Iulia de civitate (90 a.C.). |
| 80                                                                                                   | 25 agosto e 8 settembre 1991       | Porta Crucifera (24ª vittoria)     | - Eugenio Vannozzi - Marco Filippetti          | Lancia d'oro dedicata al 70º anniversario della ripresa della Giostra (1931). Giostra interrotta per pioggia il 25 agosto e ripetuta ex novo l'8 settembre. |
| 81                                                                                                   | 1º settembre 1991                  | Porta Sant'Andrea (18ª vittoria)   | - Maurizio Sepiacci - Martino Gianni           | Lancia d'oro dedicata a Giovanni di messer Egidio da Celaia. |
| 82                                                                                                   | 30 agosto 1992                     | Porta Crucifera (25ª vittoria)     | - Eugenio Vannozzi - Marco Filippetti          | Lancia d'oro dedicata a Pietro Aretino. |
| 83                                                                                                   | 6 settembre 1992                   | Porta Sant'Andrea (19ª vittoria)   | - Maurizio Sepiacci - Martino Gianni           | Lancia d'oro dedicata a Piero della Francesca. |
| 84                                                                                                   | 29 agosto 1993                     | Porta Crucifera (26ª vittoria)     | - Marco Filippetti - Eugenio Vannozzi          | Lancia d'oro dedicata a Ferdinando I de' Medici, granduca di Toscana. |
| 85                                                                                                   | 5 settembre 1993                   | Porta Sant'Andrea (20ª vittoria)   | - Maurizio Sepiacci - Martino Gianni           | Lancia d'oro dedicata a Gaio Cilnio Mecenate. |
| 86                                                                                                   | 28 agosto 1994                     | Porta Sant'Andrea (21ª vittoria)   | - Maurizio Sepiacci - Martino Gianni           | Lancia d'oro dedicata al 50º anniversario della liberazione di Arezzo (16 luglio 1944). |
| 87                                                                                                   | 4 settembre 1994                   | Porta Sant'Andrea (22ª vittoria)   | - Maurizio Sepiacci - Martino Gianni           | Lancia d'oro dedicata a Guittone d'Arezzo. Cappotto di Porta Sant'Andrea. |
| 88                                                                                                   | 25 giugno 1995                     | Porta del Foro (18ª vittoria)      | - Gabriele Veneri - Luca Veneri                | Lancia d'oro dedicata a Uguccione della Faggiola. |
| 89                                                                                                   | 3 settembre 1995                   | Porta Crucifera (27ª vittoria)     | - Alessandro Vannozzi - Marco Filippetti       | Lancia d'oro dedicata a Guido d'Arezzo. |
| 90                                                                                                   | 16 giugno 1996                     | Porta del Foro (19ª vittoria)      | - Gabriele Veneri - Luca Veneri                | Lancia d'oro dedicata a Galeotto Tarlati da Pietramala. |
| 91                                                                                                   | 1º settembre 1996                  | Porta Santo Spirito (22ª vittoria) | - Gianni Vignoli - Pier Giovanni Capacci       | Lancia d'oro dedicata alla Madonna del Conforto. |
| 92                                                                                                   | 22 giugno 1997                     | Porta del Foro (20ª vittoria)      | - Gabriele Veneri - Luca Veneri                | Lancia d'oro dedicata a Francesco Redi. |
| 93                                                                                                   | 7 e 13 settembre 1997              | Porta Sant'Andrea (23ª vittoria)   | - Martino Gianni - Maurizio Sepiacci           | Lancia d'oro dedicata a Paolo Uccello. Giostra interrotta il 7 settembre per oscurità e ripetuta ex novo il 13 settembre. |
| 94                                                                                                   | 21 giugno 1998                     | Porta Sant'Andrea (24ª vittoria)   | - Martino Gianni - Maurizio Sepiacci           | Da questa edizione, viene organizzato il "Concorso Lancia d'Oro" per la progettazione della relativa impugnatura. Lancia d'oro dedicata ad Antonio Guadagnoli. |
| 95                                                                                                   | 6 settembre 1998                   | Porta del Foro (21ª vittoria)      | - Gabriele Veneri - Luca Veneri                | Lancia d'oro dedicata al 900º anniversario dell'istituzione del libero comune di Arezzo (1098). |
| 96                                                                                                   | 20 giugno 1999                     | Porta Santo Spirito (23ª vittoria) | - Gabriele Gamberi - Carlo Farsetti            | Lancia d'oro dedicata a Pietro da Cortona. |
| 97                                                                                                   | 5 settembre 1999                   | Porta Sant'Andrea (25ª vittoria)   | - Martino Gianni - Maurizio Sepiacci           | Lancia d'oro dedicata a Carlo Marsuppini. |
| 98                                                                                                   | 18 giugno 2000                     | Porta del Foro (22ª vittoria)      | - Gabriele Veneri - Luca Veneri                | Lancia d'oro dedicata a Bartolomeo di ser Gorello. |
| 99                                                                                                   | 3 settembre 2000                   | Porta Crucifera (28ª vittoria)     | - Alessandro Vannozzi - Daniele Gori           | Lancia d'oro dedicata ad Alessandro del Borro. |
| 100                                                                                                  | 9 settembre 2000                   | Porta Crucifera (29ª vittoria)     | - Alessandro Vannozzi - Daniele Gori           | Giostra straordinaria per celebrare la centesima edizione della manifestazione. Lancia d'oro dedicata a San Donato, patrono di Arezzo. |
| 101                                                                                                  | 17 giugno 2001                     | Porta Crucifera (30ª vittoria)     | - Daniele Gori - Alessandro Vannozzi           | Lancia d'oro dedicata a Faustina degli Azzi. |
| 102                                                                                                  | 2 settembre 2001                   | Porta del Foro (23ª vittoria)      | - Luca Veneri - Gabriele Veneri                | Lancia d'oro dedicata a Masaccio. |
| 103                                                                                                  | 22 giugno 2002                     | Porta Crucifera (31ª vittoria)     | - Alessandro Vannozzi - Daniele Gori           | Lancia d'oro dedicata a Cimabue". Giostra disputata in notturna. |
| 104                                                                                                  | 1º settembre 2002                  | Porta Santo Spirito (24ª vittoria) | - Gabriele Gamberi - Carlo Farsetti            | Lancia d'oro dedicata a Leonardo da Vinci. |
| 105                                                                                                  | 21 giugno 2003                     | Porta Sant'Andrea (26ª vittoria)   | - Martino Gianni - Enrico Vedovini             | Lancia d'oro dedicata a Bartolomeo della Gatta. Giostra disputata in notturna. |
| 106                                                                                                  | 7 settembre 2003                   | Porta del Foro (24ª vittoria)      | - Enrico Giusti - Luca Veneri                  | Lancia d'oro dedicata ad Andrea Cesalpino. |
| 107                                                                                                  | 19 giugno 2004                     | Porta Sant'Andrea (27ª vittoria)   | - Stefano Cherici - Enrico Vedovini            | Lancia d'oro dedicata a Tommaso Perelli. Giostra disputata in notturna. |
| 108                                                                                                  | 5 settembre 2004                   | Porta Santo Spirito (25ª vittoria) | - Carlo Farsetti - Luca Veneri                 | Lancia d'oro dedicata a Francesco Petrarca. |
| 109                                                                                                  | 18 giugno 2005                     | Porta del Foro (25ª vittoria)      | - Enrico Giusti - Gabriele Veneri              | Lancia d'oro dedicata al 750º anniversario dell'approvazione degli statuti dello Studium aretino. Giostra disputata in notturna. |
| 110                                                                                                  | 4 settembre 2005                   | Porta Crucifera (32ª vittoria)     | - Marco Cherici - Alessandro Vannozzi          | Lancia d'oro dedicata a Federico Nomi. |
| 111                                                                                                  | 17 giugno 2006                     | Porta Sant'Andrea (28ª vittoria)   | - Stefano Cherici - Enrico Vedovini            | Lancia d'oro dedicata a Lorentino d'Andrea, nel 500º anniversario della morte. Giostra disputata in notturna. |
| 112                                                                                                  | 3 settembre 2006                   | Porta Santo Spirito (26ª vittoria) | - Luca Veneri - Carlo Farsetti                 | Lancia d'oro dedicata alla "Brigata Aretina degli Amici dei Monumenti", nel 100º anniversario della fondazione. |
| 113                                                                                                  | 23 giugno 2007                     | Porta Sant'Andrea (29ª vittoria)   | - Stefano Cherici - Enrico Vedovini            | Lancia d'oro dedicata a Piero della Francesca. Giostra disputata in notturna. |
| 114                                                                                                  | 2 settembre 2007                   | Porta del Foro (26ª vittoria)      | - Enrico Giusti - Gabriele Veneri              | Lancia d'oro dedicata alla Banca Popolare dell'Etruria e del Lazio. |
| 115                                                                                                  | 21 giugno 2008                     | Porta Crucifera (33ª vittoria)     | - Marco Cherici - Alessandro Vannozzi          | Lancia d'oro dedicata a Guglielmino Ubertini. Giostra disputata in notturna. |
| 116                                                                                                  | 7 settembre 2008                   | Porta Sant'Andrea (30ª vittoria)   | - Enrico Vedovini - Stefano Cherici            | Lancia d'oro dedicata ad Amintore Fanfani. |
| 117                                                                                                  | 20 giugno 2009                     | Porta Crucifera (34ª vittoria)     | - Alessandro Vannozzi - Carlo Farsetti         | Lancia d'oro dedicata alla famiglia Della Robbia. Giostra disputata in notturna. |
| 118                                                                                                  | 6 settembre 2009                   | Porta Sant'Andrea (31ª vittoria)   | - Enrico Vedovini - Stefano Cherici            | Lancia d'oro dedicata ai 150 anni della fondazione de La Nazione. |
| 119                                                                                                  | 19 giugno 2010                     | Porta Sant'Andrea (32ª vittoria)   | - Enrico Vedovini - Stefano Cherici            | Lancia d'oro dedicata all'Accademia Petrarca di lettere, arti e scienze in occasione del 200º anniversario della costituzione. Giostra disputata in notturna. |
| 120                                                                                                  | 5 settembre 2010                   | Porta Crucifera (35ª vittoria)     | - Alessandro Vannozzi - Carlo Farsetti         | Lancia d'oro dedicata a Giorgio Vasari. |
| 121                                                                                                  | 18 giugno 2011                     | Porta Santo Spirito (27ª vittoria) | - Marco Cherici - Daniele Gori                 | Lancia d'oro dedicata al 150º anniversario dell'Unità d'Italia. Giostra disputata in notturna. |
| 122                                                                                                  | 4 settembre 2011                   | Porta Crucifera (36ª vittoria)     | - Alessandro Vannozzi - Carlo Farsetti         | Lancia d'oro dedicata a Spinello Aretino. |
| 123                                                                                                  | 23 giugno 2012                     | Porta Santo Spirito (28ª vittoria) | - Gianmaria Scortecci - Elia Cicerchia         | Lancia d'oro dedicata a Papa Giovanni Paolo II e benedetta da Papa Benedetto XVI. Giostra disputata in notturna. |
| 124                                                                                                  | 2 settembre 2012                   | Porta Santo Spirito (29ª vittoria) | - Elia Cicerchia - Gianmaria Scortecci         | Lancia d'oro dedicata al Monastero di Camaldoli e al relativo Ordine, nel millenario della fondazione. Cappotto di Porta Santo Spirito. |
| 125                                                                                                  | 22 giugno 2013                     | Porta Santo Spirito (30ª vittoria) | - Gianmaria Scortecci - Elia Cicerchia         | Lancia d'oro dedicata alla Fraternita dei Laici, in occasione del 750º anniversario dell'approvazione dei primi statuti. Giostra disputata in notturna. |
| 126                                                                                                  | 1º settembre 2013                  | Porta Sant'Andrea (33ª vittoria)   | - Stefano Cherici - Enrico Vedovini            | Lancia d'oro dedicata a Giuseppe Verdi nel bicentenario della nascita. |
| 127                                                                                                  | 21 giugno 2014                     | Porta Sant'Andrea (34ª vittoria)   | - Stefano Cherici - Enrico Vedovini            | Lancia d'oro dedicata alla liberazione di Arezzo, in occasione del 70º anniversario (16 giugno 1944). Giostra disputata in notturna. |
| 128                                                                                                  | 7 settembre 2014                   | Porta Santo Spirito (31ª vittoria) | - Gianmaria Scortecci - Elia Cicerchia         | Lancia d'oro dedicata all'Arma dei Carabinieri, in occasione del 200º anniversario della fondazione. |
| 129                                                                                                  | 20 giugno 2015                     | Porta Crucifera (37ª vittoria)     | - Filippo Fardelli - Alessandro Vannozzi       | Lancia d'oro dedicata al 70º anniversario della liberazione del campo di concentramento di Auschwitz (27 gennaio 1945). Giostra disputata in notturna. |
| 130                                                                                                  | 6 settembre 2015                   | Porta Sant'Andrea (35ª vittoria)   | - Stefano Cherici - Enrico Vedovini            | Lancia d'oro dedicata a Giovanni Severi nel centenario della morte. |
| 131                                                                                                  | 18 giugno 2016                     | Porta Santo Spirito (32ª vittoria) | - Elia Cicerchia - Gianmaria Scortecci         | Lancia d'oro dedicata a Giuseppe Pietri, in occasione del 70º anniversario della morte. Giostra disputata in notturna. |
| 132                                                                                                  | 27 agosto 2016                     | Porta Santo Spirito (33ª vittoria) | - Gianmaria Scortecci - Elia Cicerchia         | Edizione straordinaria dedicata al Giubileo della Misericordia. Lancia d'oro benedetta da Papa Francesco. Giostra disputata in notturna. Per la prima volta, la lancia d'oro viene consegnata dal sindaco di Arezzo al rettore del Quartiere vincitore non sul palco delle autorità, ma sul terrazzo di Palazzo Lappoli. |
| 133                                                                                                  | 4 settembre 2016                   | Porta Santo Spirito (34ª vittoria) | - Gianmaria Scortecci - Elia Cicerchia         | Lancia d'oro dedicata al beato papa Gregorio X, in occasione dell'840º anniversario della morte. Cappotto di Porta Santo Spirito, che stabilisce anche il record di tre vittorie nello stesso anno. |
| 134                                                                                                  | 17 giugno 2017                     | Porta Santo Spirito (35ª vittoria) | - Gianmaria Scortecci - Elia Cicerchia         | Lancia d'oro dedicata a Giuseppe Mancini, tenente dei Bersaglieri, in occasione del 100º anniversario della caduta nella prima guerra mondiale. Giostra disputata in notturna. |
| 135                                                                                                  | 3 settembre 2017                   | Porta Sant'Andrea (36ª vittoria)   | - Stefano Cherici - Enrico Vedovini            | Lancia d'oro dedicata a Dante Viviani in occasione del centenario della morte. |
| 136                                                                                                  | 23 giugno 2018                     | Porta Sant'Andrea (37ª vittoria)   | - Tommaso Marmorini - Enrico Vedovini          | Lancia d'oro dedicata alla Fiera Antiquaria di Arezzo nel cinquantenario della prima edizione. Giostra disputata in notturna. |
| 137                                                                                                  | 2 settembre 2018                   | Porta Santo Spirito (36ª vittoria) | - Gianmaria Scortecci - Elia Cicerchia         | Lancia d'oro dedicata alla prima guerra mondiale nel centenario della sua conclusione. |
| 138                                                                                                  | 22 giugno 2019                     | Porta del Foro (27ª vittoria)      | - Gabriele Innocenti - Davide Parsi            | Lancia d'oro dedicata a Pietro Benvenuti nel 250º anno della nascita. Giostra disputata in notturna. |
| 139                                                                                                  | 1º settembre 2019                  | Porta Santo Spirito (37ª vittoria) | - Gianmaria Scortecci - Elia Cicerchia         | Lancia d'oro dedicata a Leonardo da Vinci nel cinquecentenario della morte. |
| Ambedue le Giostre del 2020 e la Giostra di giugno 2021 sono annullate per la pandemia di COVID-19   |                                    |                                    |                                                | |
| 140                                                                                                  | 5 settembre 2021                   | Porta Crucifera (38ª vittoria)     | - Adalberto Rauco - Lorenzo Vanneschi          | Lancia d'oro dedicata al 700º anniversario della morte di Dante Alighieri. |
| 141                                                                                                  | 18 giugno 2022                     | Porta Santo Spirito (38ª vittoria) | - Gianmaria Scortecci - Elia Cicerchia         | Lancia d'oro dedicata all'Istituto Thevenin nel 150º anniversario della fondazione. |
| 142                                                                                                  | 4 settembre 2022                   | Porta Santo Spirito (39ª vittoria) | - Gianmaria Scortecci - Elia Cicerchia         | Lancia d'oro dedicata al Comune di Arezzo nel 250º anniversario dell'emanazione del motu proprio del 7 dicembre 1772 con cui il granduca di Toscana Pietro Leopoldo I d'Asburgo-Lorena istituì la prima forma associativa della comunità aretina quale organismo amministrativo e politico. Cappotto di Porta Santo Spirito. |
| 143                                                                                                  | 17 giugno 2023                     | Porta Sant'Andrea (38ª vittoria)   | - Tommaso Marmorini - Saverio Montini          | Lancia d'oro dedicata a Luca Signorelli nel 500º anniversario della morte. Giostra disputata in notturna. |
| 144                                                                                                  | 3 settembre 2023                   | Porta Crucifera (39ª vittoria)     | - Lorenzo Vanneschi - Niccolò Paffetti         | Lancia d'oro dedicata alla Società Sportiva Arezzo nel 100º anno dalla sua fondazione. |
| 145                                                                                                  | 22 giugno 2024                     | Porta Santo Spirito (40ª vittoria) | - Gianmaria Scortecci - Elia Cicerchia         | Lancia d'oro dedicata a Giorgio Vasari nel 450º anniversario della morte. Giostra disputata in notturna. |
| 146                                                                                                  | 1º settembre 2024                  | Porta Sant'Andrea (39ª vittoria)   | - Tommaso Marmorini - Saverio Montini          | Lancia d'oro dedicata all'ottavo centenario delle stimmate di San Francesco. |
| 147                                                                                                  | 21 giugno 2025                     | Porta Santo Spirito (41ª vittoria) | - Gianmaria Scortecci - Elia Cicerchia         | Lancia d'oro dedicata al Giubileo del 2025. Giostra disputata in notturna. |

## Statistiche

### Classifica delle vittorie
- Porta Santo Spirito, 41 vittorie;
- Porta Crucifera, 39 vittorie;
- Porta Sant'Andrea, 39 vittorie;
- Porta del Foro, 27 vittorie;
- Porta Burgi, 1 vittoria.[45]

### Cappotti
Per "cappotto" si intende la vittoria di entrambe le carriere ordinarie di un anno, a prescindere da eventuali carriere straordinarie. Pertanto, non è considerabile cappotto la doppia vittoria del 2000 di Porta Crucifera (lo stesso quartiere non si riconosce il cappotto), consistendo tale impresa nella conquista di una carriera ordinaria e di una carriera straordinaria. I cappotti finora conseguiti sono i seguenti per ogni quartiere:
- Porta Crucifera, 4 cappotti (1949, 1952, 1980 e 1986);
- Porta Santo Spirito, 4 cappotti (1934, 2012, 2016 e 2022);
- Porta del Foro, 2 cappotti (1982 e 1985);
- Porta Sant'Andrea, 2 cappotti (1987 e 1994).

### Record
- Vittorie consecutive: Porta Crucifera, 5 (dall'edizione numero 25 del 2 settembre 1951 all'edizione numero 29 del 5 settembre 1954).
- Vittorie nel medesimo anno civile: Porta Santo Spirito, 3 (edizioni numero 131, 132 e 133, tutte disputate nel 2016).
- Vittorie nel medesimo anno solare: Porta Santo Spirito, 4 (edizioni numero 131, 132, 133 e 134, disputate fra il 18 giugno 2016 e il 17 giugno 2017).
- Distanza temporale più breve fra due vittorie: Porta Crucifera, 6 giorni (edizioni 99 e 100, disputate il 3 e il 9 settembre 2000)
- Digiuno più lungo: Porta Santo Spirito, 12 anni, per un totale di 24 giostre senza vittorie (dopo il successo dell'edizione numero 66 del 2 settembre 1984, il quartiere tornò ad affermarsi solo nell'edizione numero 91 del 1º settembre 1996).[48]

### Classifica delle vittorie dei giostratori
| Vittorie | Nome                    |
| -------- | ----------------------- |
| 15       | Tripoli Torrini         |
| 14       | Elia Cicerchia          |
| 14       | Donato Gallorini        |
| 14       | Gianmaria Scortecci     |
| 13       | Martino Gianni          |
| 13       | Arturo Vannozzi         |
| 12       | Enrico Vedovini         |
| 11       | Franco Ricci            |
| 11       | Alessandro Vannozzi     |
| 10       | Stefano Cherici         |
| 9        | Giuseppe Neri           |
| 9        | Eugenio Vannozzi        |
| 9        | Luca Veneri             |
| 8        | Mario Capacci           |
| 8        | Marco Filippetti        |
| 8        | Maurizio Sepiacci       |
| 8        | Gabriele Veneri         |
| 7        | Carlo Farsetti          |
| 7        | Paolo Giusti            |
| 7        | Paolo Parigi            |
| 6        | Vincenzo Verità         |
| 5        | Daniele Gori            |
| 4        | Antonio Chianese        |
| 4        | Marcello Formica        |
| 4        | Silvano Gamberi         |
| 4        | Bruno Gori              |
| 4        | Antonio Martini         |
| 4        | Gabriele Tabanelli      |
| 3        | Ivo Bottacci            |
| 3        | Marco Cherici           |
| 3        | Enrico Giusti           |
| 3        | Tommaso Marmorini       |
| 3        | Massimo Montefiori      |
| 2        | Giovanni Cordini        |
| 2        | Marino Gallorini        |
| 2        | Gabriele Gamberi        |
| 2        | Alessandro Ghinassi     |
| 2        | Maurizio Gori           |
| 2        | Vittorio Marraghini     |
| 2        | Saverio Montini         |
| 2        | Azelio Mugnai           |
| 2        | Lorenzo Vanneschi       |
| 2        | Vittorio Zama           |
| 1        | Fabio Albiani           |
| 1        | Giuseppe Cangioloni     |
| 1        | Pier Giovanni Capacci   |
| 1        | Giovan Battista Casucci |
| 1        | Priamo Ducci            |
| 1        | Filippo Fardelli        |
| 1        | Assuero Favi            |
| 1        | Duilio Gabrielli        |
| 1        | Giorgio Giorgeschi      |
| 1        | Gabriele Innocenti      |
| 1        | Fernando Leoni          |
| 1        | Quinto Moroni           |
| 1        | Niccolò Paffetti        |
| 1        | Davide Parsi            |
| 1        | Adalberto Rauco         |
| 1        | Attilio Tanganelli      |
| 1        | Gianni Vignoli          |